# Ceraclea nibenica
Ceraclea nibenica là một loài Trichoptera trong họ Leptoceridae. Chúng phân bố ở miền Cổ bắc.